# Convento di San Domenico (Pescia)

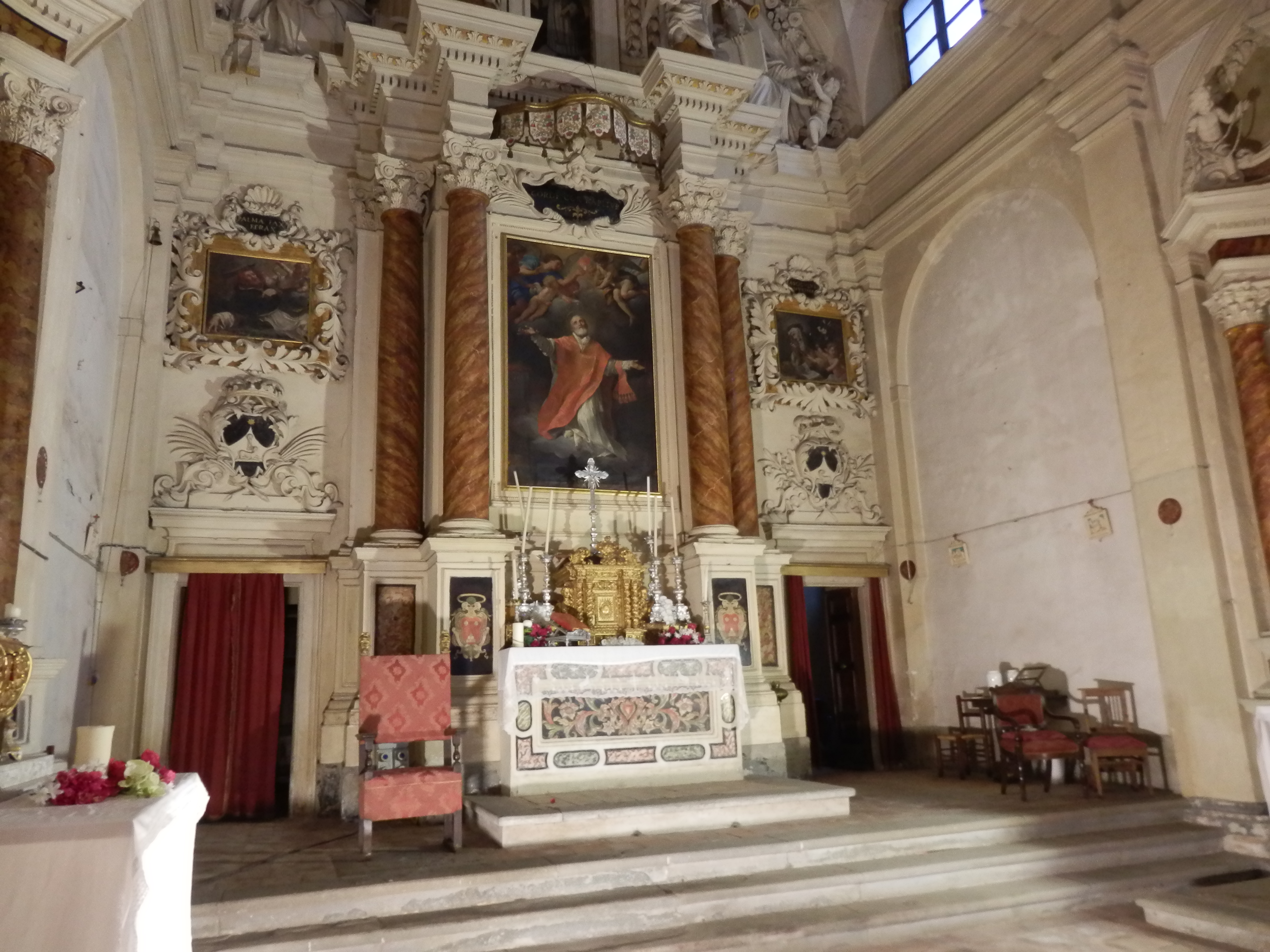
L'interno della chiesa.

Il Convento di San Domenico è un edificio religioso di Pescia, provincia di Pistoia, regione Toscana.

## Storia
Il convento fu fondato nel 1590 dalle suore teatine e divenne una delle strutture religiose più importanti della città. Nel 1670, l'architetto pesciatino Benedetto Orsi curò il progetto per la realizzazione della chiesa conventuale, che fu eretta nel 1674 in forme tipicamente barocche. È rimasto di proprietà delle teatine fino al 1866, quando fu chiuso a seguito delle soppressioni degli ordini religiosi deliberate dal neonato Regno d'Italia. Divenuto di proprietà della Cassa Depositi e Prestiti di Pescia, fu donato alla fine dell'800 al comune di Pescia, che lo trasformò in casa di riposo per anziani indigenti. Nel 1901, con  decreto del 24 gennaio del re d'Italia Umberto I, divenne I.P.A.B., denominato Ricovero di Mendicità "Vittorio Emanuele II". Le strutture conventuali inglobano brani delle mura cittadine.
Nel convento, ha vissuto Suor Benedetta Carlini, la cui vicenda è narrata dalla storica statunitense Judith C. Brown nel libro "Atti impuri", da cui è tratta la pellicola cinematografica del regista olandese Paul Verhoeven.

## La chiesa
La chiesa di San Domenico, di chiaro impianto tardo barocco, presenta una facciata molto semplice, caratterizzata da un portale d'ingresso delimitato da due colonne che sostengono un architrave con timpano spezzato, al centro del quale vi è un cartiglio. L'interno ha forme sobrie ed è caratterizzato, secondo l'uso monastico, da uno spazio ribassato su cui grava il coro di clausura. L'altare maggiore barocco si caratterizza per i numerosi materiali impiegati nella realizzazione (bianco dei capitelli corinzi, rosso delle specchiature in finto marmo, giallo delle colonne in stucco). Notevole il ciborio in legno dorato sopra l'altare maggiore e la tela San Filippo Neri in estasi di Carlo Maratta, ai lati del quale sono San Pietro e Santa Caterina da Siena di Benedetto Orsi. 